# Riedlinger Zeitung
Die Riedlinger Zeitung war eine der ältesten Tageszeitungen in Württemberg. Sie erschien von ca. 1714 bis 1945.

## Geschichte
1719 erhielt der in Riedlingen ansässige Buchdrucker Valentin Ulrich (1684–1733) vom österreichischen Kaiser die Druckerlaubnis (das Druck-Privileg) für die Riedlinger Ordinari Freytags Zeitung. Riedlingen gehörte zu diesem Zeitpunkt noch zu Vorderösterreich und kam erst 1805 zu Württemberg. Zum zweihundertjährigen Jubiläum der Zeitung war noch eine erste Ausgabe von 1714 nachweisbar. Heute ist im Österreichischen Staatsarchiv als älteste Ausgabe ein Exemplar vom 5. Mai 1719 erhalten. Dieses Exemplar reichte Ulrich zur Zensur ein, um das Privileg vom Kaiser zu erhalten. Die Ausgaben vor 1719 muss Valentin Ulrich ohne ein Druck-Privileg und ohne überhaupt das Riedlinger Bürgerrecht besessen zu haben, gedruckt haben.
Eine weitere erhaltene Ausgabe vom 15. März 1720 stammt aus dem Besitz der Staats- und Universitätsbibliothek Bremen; diese Ausgabe wurde im Rahmen der Bremer Sammlung von Zeitungen des 17. Jahrhunderts auch digitalisiert.
Ab 1730 wurde die Zeitung drei Mal wöchentlich herausgegeben – jeweils am Dienstag, Freitag und Samstag –, später reduzierte man auf zwei Ausgaben pro Woche. Während der ersten 100 Jahre des Erscheinens gab es in der Riedlinger Zeitung nur politische, überregionale Nachrichten zu lesen.
Die Riedlinger Zeitung erschien im Laufe der Jahre unter verschiedenen Titeln:
- Wochentliche Ordinari, Riedlinger Dienstags-Zeitung (1780–1784)
- Riedlinger Dienstags-Zeitung (1785)
- Riedlinger Montags-Zeitung (1786–1788)
- Auszug der interssantesten Neuigkeiten (1789–1806)
- Riedlinger politische Zeitung (1809–1848)
- Riedlinger Zeitung (1848–1933)
- Verbo / Riedlingen (1934–1942)
- Verbo / Saulgau (1942)
- Donau-Bodensee-Zeitung / Kreisausgabe Saulgau (1942–1945)
- Schwäbische Zeitung / Saulgau (1945)

Die Zeitung blieb über Jahrzehnte hinweg im Besitz der Gründerfamilie Ulrich. 1781 wurde das Privileg für die Zeitung erneuert, ab 1782 war die Zeitung auch amtliches Mitteilungsblatt. Format und Umfang der einzelnen Ausgaben wurden in den folgenden Jahrzehnten mehrmals vergrößert bzw. erhöht. In den 1860er Jahren wurde der Journalist und schwäbische Mundartdichter Hermann Georg Knapp als Redakteur eingestellt. Ab 1888 erschien die Zeitung sechs Mal in der Woche. Nach 1918 übernahm Stephan Ulrich (1884–1938) das Geschäft. Er gehörte dem Verbo, dem „Verband oberschwäbischer Zeitungsverleger“, an. Ab 1934 erschien die Zeitung dementsprechend unter dem Titel Verbo. Riedlinger Zeitung. Schon ab Januar 1930 erschien unregelmäßig die Beilage Der Bussen. Nach dem Tod des Besitzers 1938 wurde die Zeitung auch organisatorisch „gleichgeschaltet“, ab 1942 wurde sie als Kreisausgabe Saulgau in die Donau-Bodensee-Zeitung integriert. Die letzte Ausgabe erschien am 12. April 1945.
Nach dem Zweiten Weltkrieg erschien die Zeitung als Lokalausgabe der Schwäbischen Zeitung.